# Inventariazione
Nelle scienze forestali, l'inventariazione è il rilievo dei parametri biometrici del popolamento forestale (masse e incrementi legnosi).
La disciplina che si occupa dei metodi di stima di questi parametri è la dendrometria.
Questa è la fase  più onerosa per risorse finanziarie e temporali del processo assestamentale. Perciò è importante scegliere i metodi di rilevamento dendrometrico più adatti alla produttività e funzione del popolamento forestale.